# 464
Năm 464 là một năm trong lịch Julius.